# Stazione di Dol-de-Bretagne
La stazione di Dol-de-Bretagne (in francese gare de Dol-de-Bretagne) è una stazione ferroviaria situata a Dol-de-Bretagne posta all'incrocio delle linee Rennes - Saint-Malo e Lison-Lamballe.

## Storia
La stazione fu aperta e inaugurata dalla Compagnie des chemins de fer de l'Ouest il 27 giugno 1864 con l'apertura della linea Rennes -Saint-Malo.
Il 30 dicembre 1878 la stazione fu collegata alla vicina Normandia con l'apertura della tratta Avranches-Dol.
Il 4 agosto 1974 fu teatro di un incidente ferroviario nel quale morirono 10 persone.

## Movimenti
La stazione è servita dai treni TGV Atlantique e dai treni regionali TER Bretagne.